# Стефан Гендов
Стефан Димитров Гендов (Стефан Димов Хаджигендов) е български журналист, театрален критик и драматург.

## Биография
Роден е в Калофер на 10 юли 1889 г. Редактор е на вестници и списания, публикуващи материали свързани с театъра – „Родно изкуство“, „Наша мисъл“, „Комедия“, „Литературен свят“, „Пламък“, „Народен театър“, „Театър и кино“. Сътрудничи на списанията „Факел“, „Нов път“, „Наши дни“, „Пламък“, както и на вестниците „Обзор“, „Мисъл“, „Пантенон“, „Развигор“, „Театър“.
През 1929 г. съставя юбилейния сборник „Апотеоз на българския театър“. През 1931 г. работи като драматург в театър „П. К. Стойчев.“ От 1945 г. е уредник на списание „Българо-съветска дружба“. Умира на 15 март 1951 г. в София.